# La Trinité-de-Thouberville
La Trinité-de-Thouberville is een gemeente in het Franse departement Eure (regio Normandië) en telt 439 inwoners (2014). De plaats maakt deel uit van het arrondissement Bernay.

## Geografie
De oppervlakte van La Trinité-de-Thouberville bedraagt 3,3 km², de bevolkingsdichtheid is 117,0 inwoners per km².
De onderstaande kaart toont de ligging van La Trinité-de-Thouberville met de belangrijkste infrastructuur en aangrenzende gemeenten.

## Demografie
Onderstaande figuur toont het verloop van het inwonertal (bron: INSEE-tellingen).

1. ↑  Populations de référence 2022.